# 小叶捕鱼木
小叶捕鱼木（学名：Grewia piscatorum），又名海岸扁担杆、细叶扁担杆，是锦葵科扁担杆属的植物。分布在台湾以及中国大陆的福建、海南等地，生长于海拔500米的地区，多生长在海边，目前尚未由人工引种栽培。